# Postuma
Postuma è un'opera di Olindo Guerrini del 1877, attribuita dallo stesso autore a un presunto cugino, Lorenzo Stecchetti, morto di tisi a trent'anni.

## L'opera
Come esempio di imitazione si segnala questa poesia tratta da Autumnalia di Ulisse Tanganelli: «Solo una volta ti vorrei fissare / Nei grandi occhi lucenti. / Solo una volta ti vorrei baciare / Quelle labbra frementi. // Vorrei sentirmi una parola sola / Sussurrare all’orecchio;… / E… se fosse d’amor quella parola… / Vorrei morir… ma vecchio!» che ironicamente «rovescia la lirica n. LXXXIII dei Postuma. Se infatti Stecchetti aveva chiesto alla donna un po’ d’amore per poi morire felice sull’omero di lei, Tanganelli ottenuti gli amplessi dell’amata, vorrebbe sì morire, ma vecchio» (Claudio Mariotti, Plausi e vituperi di un falso morto. I Postuma di Olindo Guerrini tra imitazioni, contestazioni e parodie, in I Quaderni del Cardello, n. 16 2007, p. 288).
Il libro – di 85 poesie, in gran parte sonetti – riscosse un immediato successo che surclassò di fatto le contemporanee Odi barbare di Giosuè Carducci. Vi si trovano liriche tra le più famose della poesia popolare dell'Ottocento come Memento e Il canto dell'odio. Nel corso della vita dell'autore ne uscirono ben 32 edizioni.
Chiara testimonianza della diffusione e del successo del volume furono le numerose imitazioni, parodie e contraffazioni che vi furono. Fra le prime, merita ricordare Ulisse Tanganelli con i suoi Autumnalia, fra le parodie il libro Postuma di Giulio Aristide Zaccarelli. Per le contraffazioni, l'editore Zanichelli si rivolse al tribunale, ma non ottenne nulla. Inserì, allora, sin dalla decima edizione, dei Documenti sulle contraffazioni in cui dava degli strumenti per distinguere i volumi falsi da quelli originari.

## Il canto dell'odio
È un epodo di endecasillabi e settenari, forse la poesia più famosa della raccolta, e senz'altro una delle più celebri del Secondo Ottocento, tant'è che Baldacci poteva scrivere: «Si trovano ancora molti operai oltre la cinquantina che lo sanno a memoria».
In questa poesia il poeta immagina di profanare il corpo dell'amata, ormai morta, per vendicarsi dell'amore non corrisposto. La donna è ripetutamente fatta oggetto di immagini poco lusinghiere: viene paragonata a Licisca, a una donna che si è offerta agli ebbri e ai soldati, il suo ventre è detto impudico.

## La critica
Diverse e contrastanti le interpretazioni di quest'opera del Guerrini: per Mauro Novelli si tratta di un diario struggente, una sorta di romanzo epistolare; per Mario Martelli, invece, vista la contraddittorietà dei testi, visto che non c'è una storia, né ci sono dei personaggi fedeli a se stessi, visto che amori casti convivono con quelli licenziosi, il libro è un pretesto per lucidare il rilievo squisito di piccole pietre preziose. Insomma, la cifra del libro si deve ritrovare nel puro fatto letterario.

## Principali edizioni
- Postuma, Bologna, Zanichelli, 30 maggio 1877 (prima edizione)
- Postuma, Bologna, Zanichelli, 10 agosto 1877 (seconda edizione con aggiunte)

### Edizioni commentate
- Postuma, a cura di Claudio Mariotti e Mario Martelli, Roma, Salerno editrice, 2001.